# Amphisbaena pericensis
Amphisbaena pericensis là một loài bò sát trong họ Amphisbaenidae. Loài này được Noble mô tả khoa học đầu tiên năm 1921.